# Pemargrundet
Pemargrundet är klippor i Finland.   De ligger i kommunen Pargas i landskapet Egentliga Finland, i den södra delen av landet, 140 km väster om huvudstaden Helsingfors.
Terrängen runt Pemargrundet är platt. Havet är nära Pemargrundet åt sydost.  Närmaste större samhälle är Väståboland, 13,8 km norr om Pemargrundet. 